# زنان در نپال
وضعیت زنان در نپال در طول تاریخ متفاوت بوده‌است. در اوایل دهه ۱۹۹۰، مانند سایر کشورهای آسیایی، زنان در نپال عموماً در هر جنبه ای از زندگی تابع مردان بودند. از نظر تاریخی، نپال عمدتاً یک جامعه مردسالار بوده‌است که در آن زنان عموماً تابع مردان هستند. مردان به عنوان رهبر خانواده قلمداد می‌شدند. همچنین هنجارها و ارزشهای اجتماعی به نفع مردان ناعادلانه بودند. این تعصب محکم به نفع پسران در جامعه بدان معنی بود که دختران از بدو تولد مورد تبعیض قائل می‌شدند و برای رسیدن به همه ابعاد توسعه فرصت‌های برابر نداشتند. دختران از بسیاری از امتیازات از جمله حقوق، تحصیلات، مراقبت‌های بهداشتی، حقوق مالکیت والدین، وضعیت اجتماعی، آخرین مناسک والدین مرده محروم بودند. در قرن گذشته، تغییر چشمگیری در نقش و جایگاه زنان نپال به وجود آمده و مانع نابرابری جنسیتی شده‌است. در حالی که قانون اساسی ۱۹۹۰ حقوق اساسی را برای همه شهروندان بدون تبعیض بر اساس قومیت، مذهب و جنسیت تضمین می‌کرد، مدرن سازی جامعه به همراه دستیابی به آموزش مردم، نقش مهمی در ارتقاء برابری جنسیتی داشته‌است. نقش‌های زنان به روش‌های مختلفی در جامعه مدرن نپال تغییر کرده‌است. با وجود زمینه دشوار گذار پس از جنگ، امروز، نپال نه تنها به سرعت به سمت توسعه اقتصادی پیش می‌رود، بلکه به اهداف کاهش فقر و گرسنگی، آموزش ابتدایی جهانی، کاهش مرگ و میر کودکان، سلامت مادران و برابری جنسیتی و توانمندسازی زنان نیز می‌رسد. نقش زنان از نظر تعداد نماینده در مجلس مؤسسان در انتخابات نوامبر ۲۰۱۳ از ۲٫۹٪ در سال ۱۹۹۱ (در پارلمان آن زمان) به‌طور چشمگیری به ۲۹٪ افزایش یافت. زنان اکنون نقشهای رهبری را بر عهده گرفته و در تصمیم‌گیری در همه سطوح شرکت می‌کنند. دخالت دولت برای افزایش مسئولیت پذیری و نظارت بر تعهدات برابری جنسیتی، و ایجاد و تقویت ارتباط بین جنبه‌های هنجاری و عملیاتی برابری جنسیتی و توانمندسازی زنان افزایش یافته‌است. امروزه، زنان نپال در حال نقض سنت‌های فرهنگی هستند و در حال تبدیل شدن به رهبران جامعه، سیاستمداران محیط زیست و صاحبان مشاغل هستند. در اکتبر سال ۲۰۱۵، نپال اولین رئیس‌جمهور زن خود به نام «بیدیا دوی بانداری» را انتخاب کرد. از دیگر زنان مشهور نپالی می‌توان به، آنورادا کویرالا، پاسانگ لامو شرپا، اولین زن صعود کننده به کوهستان اورست همچنین ورزشکار بین‌المللی میرا ری، فوپو لامو خاتری و اولین زن قاضی ارشد دادگستری سوشیلا کارکی اشاره کرد.

## تاریخ

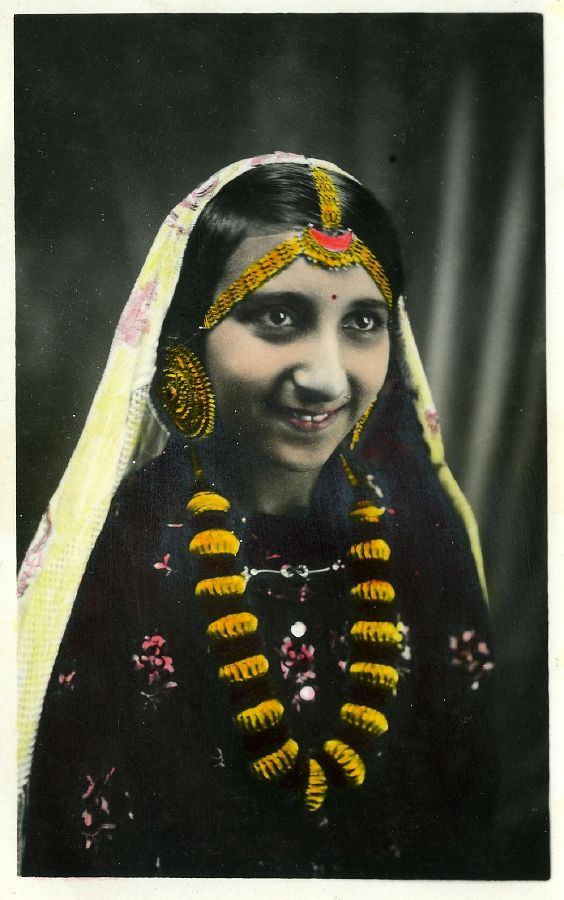
زن نپالی با لباس سنتی، دهه ۱۹۰۰

نپال به عنوان یک جامعه عمدتاً کشاورز، عضو ارشد زن نقش مهمی در خانواده با کنترل منابع، تصمیم‌گیری‌های مهم در مورد کاشت و برداشت محصول و تعیین هزینه‌ها و تخصیص بودجه ایفا می‌کرد. زندگی زنان همچنان بر نقشهای سنتی خود مانند مراقبت از بیشتر کارهای خانگی، گرفتن آب و علوفه حیوانات و انجام کارهای مزرعه متمرکز شده‌است. جایگاه آنها در جامعه بیشتر به مواضع اجتماعی و اقتصادی همسر و والدین بستگی داشت. آنها دسترسی محدود به بازارها، خدمات تولیدی، آموزش، مراقبت‌های بهداشتی و دولت محلی داشتند. سوءتغذیه و فقر شدیدترین ضربه را به زنان زد. زنان معمولاً سخت‌تر و طولانی‌تر از مردان کار می‌کردند. در مقابل، زنان خانواده‌های ثروتمند برای خدمت به بیشتر کارهای خانگی و سایر کارها خدمتکار داشتند و بنابراین در گروه‌های اقتصادی اجتماعی پایین‌تر به مراتب کمتر از مردان و زنان کار می‌کردند.

## قانون
قانون اساسی پادشاهی نپال در سال ۱۹۹۰ حاوی تضمینی بود که بر اساس جنسیت هیچ‌کس نباید مورد تبعیض قرار گیرد و در سال ۱۹۹۱، دولت کنوانسیون رفع هرگونه تبعیض علیه زنان (CEDAW) را تصویب کرد.

## کودک‌همسری
کودک‌همسری در نپال متداول است. عمل ازدواج با دختران جوان غالباً در اثر فقر انجام می‌شود، اما شیوع آن بسته به سطح تحصیلات، ثروت، موقعیت جغرافیایی، مذهب و قومیت در سراسر کشور متفاوت است. این ازدواج‌ها منجر به بارداری و تولد در سنین پایین می‌شود که غالباً منجر به مشکلات سلامتی مانند پرولاپس رحمی می‌شود.

## چوپادی
چائوپادی یک عمل اجتماعی است که در قسمت غربی نپال برای زنان هندو رخ می‌دهد، و این باعث می‌شود که یک زن از مشارکت در فعالیت‌های عادی خانوادگی و اجتماعی در دوران قاعدگی منع شود. در این مدت زنان نجس تلقی می‌شوند و از خانه خارج نمی‌شوند و مجبورند در یک کپر یا آلونک خارج از خانه زندگی کنند. اگرچه در سال ۲۰۰۵ چائوپادی توسط دیوان عالی نپال منع شد، این سنت در حال تغییر است. پس از درگذشت یک زن در کلبه چوپادی در سال ۲۰۱۶، دولت قانونی را برای مجازات علیه زنان مجبور به این سنت به تصویب رساند، و در اوت سال ۲۰۱۸ وارد عمل شد.

## شکار جادوگران
شکارهای جادوگر در نپال رایج است. علل اصلی خشونت ناشی از جادوگری شامل اعتقاد گسترده به خرافات، عدم آموزش، عدم آگاهی عمومی، بی سوادی، تسلط مردان و وابستگی اقتصادی زنان به مردان است. قربانیان این نوع خشونت اغلب مورد ضرب و شتم، شکنجه، تحقیر عمومی و قتل قرار می‌گیرند. بعضی اوقات اعضای خانواده متهم نیز مورد ضرب و شتم قرار می‌گیرند. در سال ۲۰۱۰، سارو دی پرساد اوجا، وزیر امور زنان و رفاه اجتماعی، گفت: «خرافات عمیقاً در جامعه ما ریشه دارد و اعتقاد به جادوگری یکی از بدترین شکل‌های این امر است.»